# Otroška kopel
Otroška kopel (ali Kopanje) je oljna slika iz leta 1893 ameriške umetnice Mary Cassatt. Zadeva in splošna perspektiva sta bili navdihnjeni iz japonskih lesorezov . V materinstvu izkazuje dostojanstvo in ima podoben slog kot Degas.
Umetnostni inštitut iz Chicaga je delo dobil leta 1910. Od takrat je postal eden najbolj priljubljenih del muzeja. 

## Opis
Leta 1891 je Mary Cassatt ustvarila oljno sliko z dvema temama, materinsko figuro in majhnim otrokom. Žanrski prizor temelji na vsakdanjem kopanju otroka, trenutku, ki je »poseben po tem, da ni poseben« .  Ženska figura čvrsto in zaščitno drži otroka z levo roko, druga roka pa previdno umiva otrokove noge. Majhna in okorna leva roka otroka se oprime materinega stegna, druga roka pa je čvrsto stisnjena na otrokovo stegno. Materina desna roka trdno, a še vedno nežno pritiska na nogo v umivalni posodi, posnema otrokov lastni pritisk na stegno. Za prikaz globine je Cassattova naslikala obraze, kot da so se umaknili v vesolje. Barve so večplastne in grobe, kar ustvarja debele črte, ki obrisujejo figure in jih izstopajo iz vzorčnega ozadja. Roka umetnice je razvidna skozi grobost potez in jo je mogoče bolje pogledati od daleč.

## Vpliv
Na Cassattovo so močno vplivali njeni impresionistični kolegi, zlasti Edgar Degas. Prva impresionistična slika, ki se je vrnila v ZDA, je bila pastel, ki jo je leta 1875 kupil Degas. Cassattova  je z impresionisti začela razstavljati leta 1877, kjer je srečala druge kolege impresioniste, kot sta Claude Monet in Berthe Morisot. Leta 1890 je bila navdušena nad razstavo odtisov japonskih rezbarjev na Akademiji lepih umetnosti v Parizu, to je tri leta pred slikanjem Otroške kopeli. Cassattovo je pritegnila preprostost in jasnost japonskega dizajna ter spretna uporaba barvnih blokov. Perspektivo slike so navdihnili japonski odtisi in Degas. »Japonske tiskarje so bolj zanimali dekorativni vpliv kot natančna perspektiva.« 